# ディエゴ・バレリ
ディエゴ・バレリ（Diego Valeri, 1986年5月1日 - ）は、アルゼンチン・ブエノスアイレス州ラヌース出身の元サッカー選手。元アルゼンチン代表。現役時代のポジションはMF。

## クラブ経歴
2003年、地元クラブのCAラヌースでプロキャリアをスタート。9月2日のベレス・サルスフィエルド戦でトップチームデビューを果たした。
2009年7月16日、FCポルトにレンタル移籍。2010年、半年間の契約でUDアルメリアにレンタル移籍。
2013年1月、レンタル料40万ドルの契約でメジャーリーグサッカーのポートランド・ティンバーズにレンタル移籍。2013年8月6日付でポートランド・ティンバーズに完全移籍。この年のウェスタン・カンファレンス優勝に貢献した。
2022年1月20日、CAラヌースに1年契約で復帰した。同年6月2日、現役引退を表明した。

## 代表歴
2011年3月16日、フレンドリーマッチのベネズエラ代表戦でアルゼンチン代表デビュー。この年、アルゼンチン代表戦でさらに2試合に出場した。
2017年にMLS年間MVPを受賞した後、アルゼンチン代表に召集されなかったことで論争を引き起こした。

## 人物
2014年6月にグリーンカードを取得。このためMLSでは国内選手扱いとなっている。

## タイトル

### クラブ
CAラヌース
- アルゼンチン・プリメーラ・ディビシオン: 2007 Apertura

FCポルト
- タッサ・デ・ポルトガル: 2009–10
- スーペルタッサ・カンディド・デ・オリベイラ: 2009

ポートランド・ティンバーズ
- MLSカップ: 2015[8]
- ウェスタン・カンファレンス: 2013, 2017
- MLSイズ・バック・トーナメント: 2020

### 個人
- MLSカップMVP: 2015
- MLS年間MVP: 2017
- MLSベストイレブン: 2013, 2014, 2017[9]
- MLSオールスター: 2014, 2016, 2017, 2018
- MLS最優秀新人賞: 2013